# Gazanewskij-Kunstausstellungen
Gazanewskij-Kunstausstellungen sind die legendären Ausstellungen der inoffiziellen Kunst in Leningrad (Sankt Petersburg). Sie symbolisieren den Beginn der Zerstörung des sozialistischen Realismus, des mächtigsten Kunstsystems der UdSSR. Die Gazanewskij-Ausstellungen definierten eine neue Etappe der Existenz einer sowjetischen Untergrundbewegung. Sie beeinflussten nicht nur die Entwicklung der russischen, sondern auch der weltweiten Kunstkultur.
Die sowjetische Kunst der 1970er Jahre lebte isoliert von der Kunstwelt. Offiziell wurden nur die Künstler anerkannt, die Mitglieder der „Union der Künstler“ waren. Nicht anerkannte Künstler konnten ihre Werke nicht verkaufen oder ausstellen. Sie konnten bei Verstößen verhaftet und ihre Kunstwerke zerstört werden.

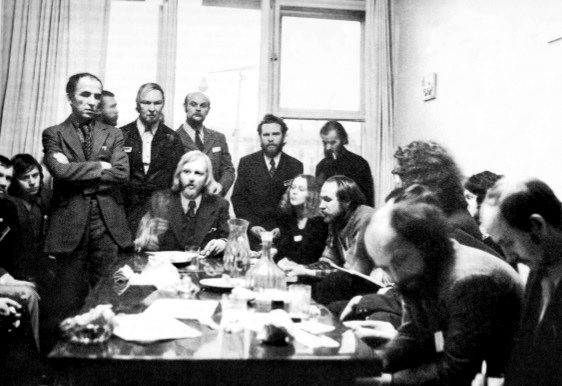
Versammlung von inoffiziellen Künstlern (Nonkonformisten) vor der Ausstellung

Die erste Ausstellung fand im Palast der Kultur Gaza, vom 22. bis 25. Dezember 1974, in Leningrad (St. Petersburg), statt.
Eine Gruppe von inoffiziellen Künstlern (Nonkonformisten), unter der Leitung von Youri Jarki (Jarkikh), forderte die Behörden auf, die Ausstellung der Kunstwerke von inoffiziellen Künstlern zu genehmigen. Die Entschlossenheit der Künstler sowie die Furcht der Regierenden vor einem internationalen Skandal nach der „Bulldozer Ausstellung“ in Moskau, zwang die Behörden die Ausstellung zu ermöglichen. 52 Künstler präsentierten hierbei insgesamt 220 ihrer Werke. Die viertägige Ausstellung fand, trotz völliger Informationsblockade durch das Regime, großes Interesse beim Publikum. 15.000 Besucher, lange Warteschlangen, sowie detaillierte Berichte in der ausländischen Presse kennzeichneten dieses Kunstereignis.
Trotz unterschiedlicher Kunststile (russische Avantgarde und russische Ikonenmalerei, Abstrakt und Pop-Art, Surrealismus und Salon) hat der Kampf für das Recht zum kreativen Ausdruck jedes Einzelnen die Ausstellung vereint. Diese Form der Freiheit war in jedem Werk zu spüren. Die Ausstellung brachte eine mächtige Explosion der inneren spirituellen Kraft und gab Anstoß für eine Dissidentenkonsolidierung.
Die zweite Ausstellung von Leningrader Nonkonformisten fand 1975 statt und sicherte den Erfolg der Vorigen. Im Palast der Kultur „Newskij“, vom 10. bis 20. September, zeigten 80 Künstler ihre zahlreichen Kunstwerke. Die Besucher wurden nur in Gruppen in die Ausstellung eingelassen. Die Besichtigung für jede dieser Gruppe dauerte 40 Minuten. Angesichts der großen Anzahl von Gemälden konnten die Werke durchschnittlich nur 6 Sekunden betrachtet werden. Die beiden Ausstellungen brachten den Nonkonformismus aus einem geschlossenen individuellen Leben an die Öffentlichkeit. Sie trugen dazu bei, die Künstler in einer gemeinsamen kulturellen Bewegung zu vereinigen.
Obwohl die beiden „Gazanewskij“- Kunstausstellungen den Nonkonformismus quasi durch mit ihrer Durchführung legalisiert hatten, widersetzten sich die Behörden weiterhin, Präsentationen der inoffiziellen Kunst zu genehmigen. Da Repressionen gegen die Künstler wieder zunahmen, verließen viele die UdSSR.
Viele Exponenten der „Gazonewskij“- Kunstausstellungen sind zum Stolz der russischen Kunst geworden: A. Arefjev, A. Basin, A. Belkin, G. Bogomolov, L. Borisov, V. Gavrilchik, A. Gennadiev, Y. Jarki (Jarkikh), G. Subkow, Y. Ljukshin, I. Ivanov, V. Mishin, V. Ovchinnikov, Y. Petrochenkov, E. Ruchin, J. Tulpanov, G. Ustyugov, B. Schagin, M. Zerusch.